# Osby
Osby  (navnet betyder by ved åens munding) er en by med ca. 	7.150  indbyggere (2010)  i Gøngeområdet i det nordlige Skåne; den er hovedbyen i Osby kommun, Skåne län i Sverige. Byen voksede stærkt, da jernbanen kom i 1860.
I 1600-tallet spillede Osby en central rolle i krigene mellem Danmark og Sverige, og mange dansksindede snaphaner gemte sig i skovene omkring Osby.
Få kilometer syd for byens centrum ligger resterne af et større dansk befæstningsanlæg.
Legetøjsfabrikken BRIO blev grundlagt i Osby i 1884 og havde sit hovedsæde i mange år til det blev flyttet til Malmø.

I Osby er der et større legetøjsmuseum.